# Петро-Давидівка
Петро́-Дави́дівка — село в Україні, у Диканській селищній громаді Полтавського району Полтавської області. Населення становить 483 осіб. До 2020 центр Петро-Давидівської сільської ради, якій були підпорядковані села Єлизаветівка, Жадани, Нова Василівка, Хоменки.

## Географія
Селом тече пересихаюча Балка Безіменна. На відстані 0,5 км розташовані села Хоменки та Жадани.

## Історія
1859 року у козачому хуторі (колишня назва Сулиміне) налічувалось 35 дворів, мешкало 183 особи ( 99 чоловічої статі та 84 — жіночої), функціонував завод.
12 червня 2020 року, відповідно до розпорядження Кабінету Міністрів України № 721-р «Про визначення адміністративних центрів та затвердження територій територіальних громад Полтавської області», село увійшло до складу Диканської селищної громади.
19 липня 2020 року, в результаті адміністративно - територіальної реформи та ліквідації Диканського району, село увійшло до складу новоутвореного Полтавського району.

## Економіка
- «Дружба», ТОВ.

## Об'єкти соціальної сфери
- Школа І-ІІ ст.
- Клуб.